# Ornithogalum arcuatum
Ornithogalum arcuatum là một loài thực vật có hoa trong họ Măng tây. Loài này được Steven mô tả khoa học đầu tiên năm 1829.

## Hình ảnh

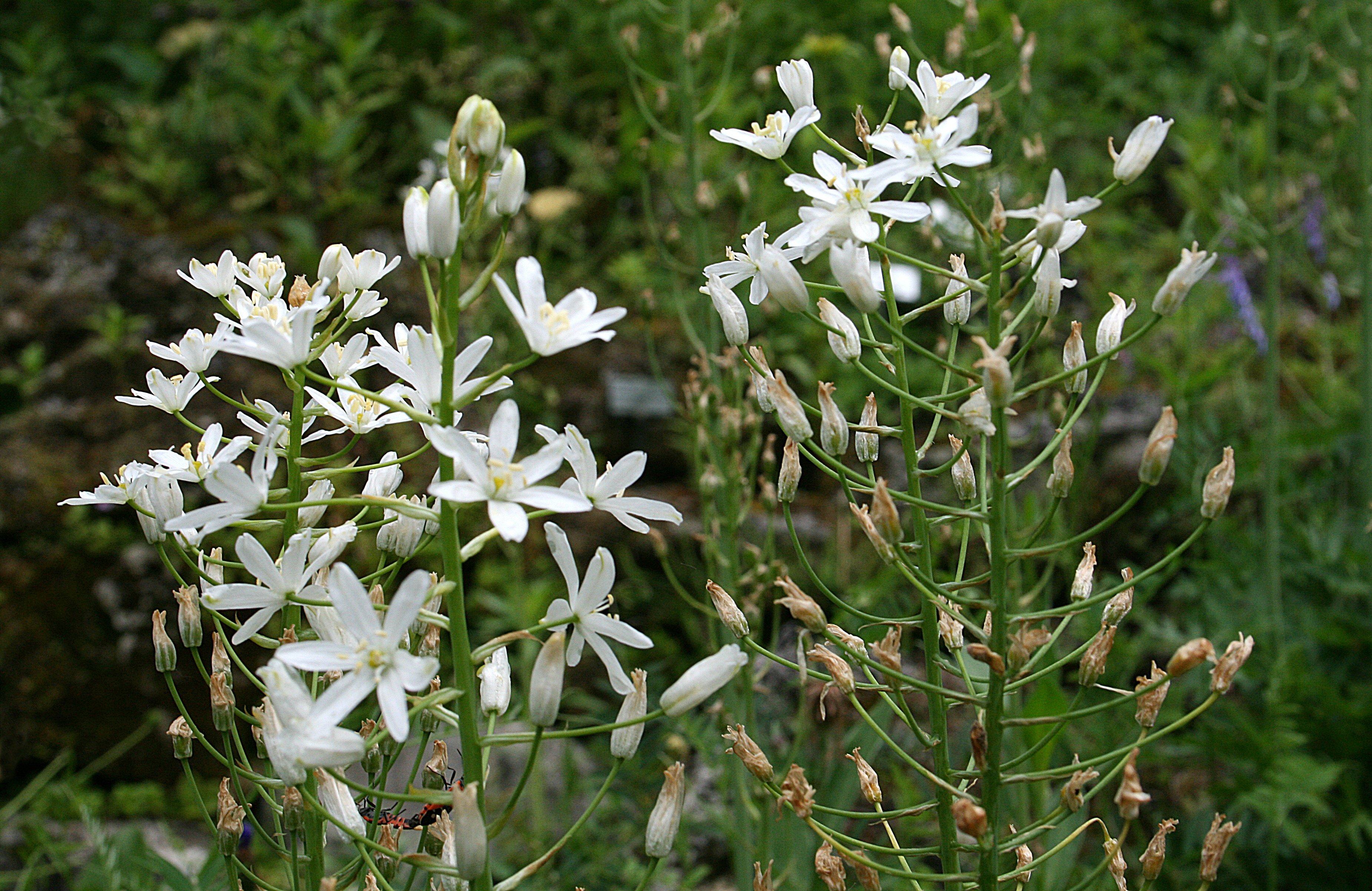
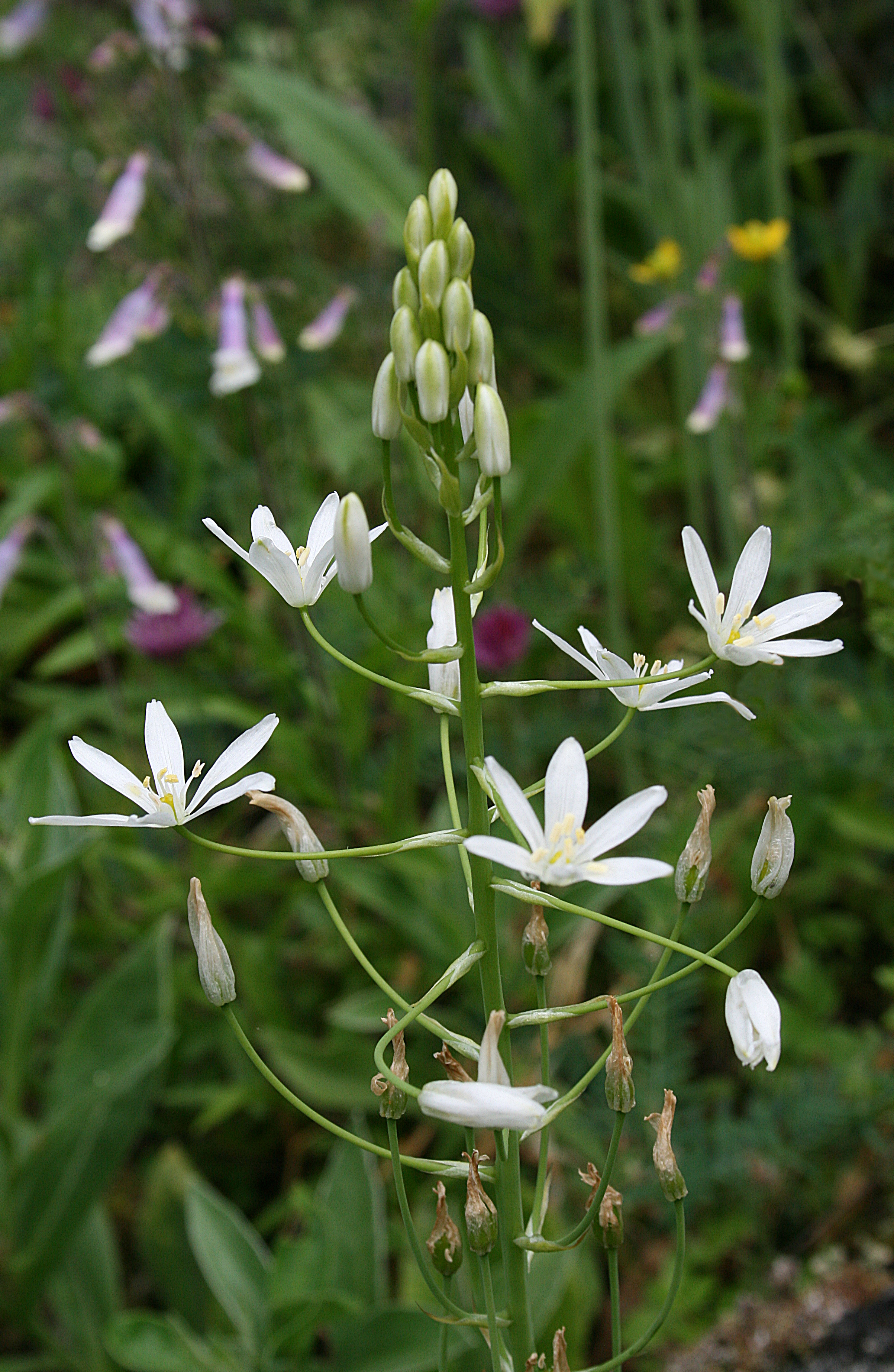